# Givanildo Vieira de Souza

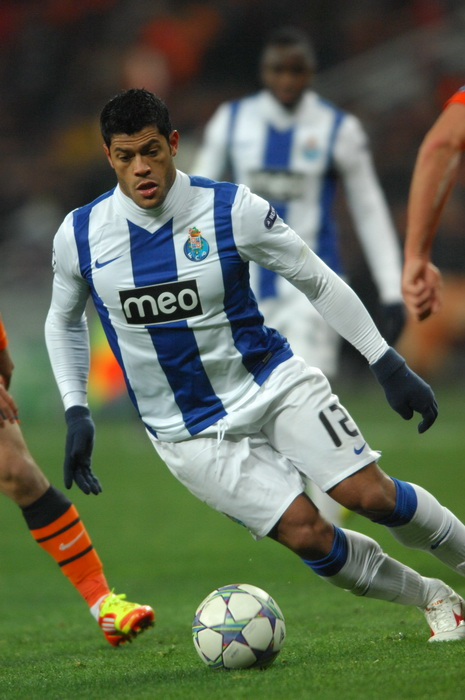
Hulk amb la samarreta del FC Porto.

Givanildo Vieira de Souza, més conegut com a Hulk (nascut a Campina Grande, Brasil el 25 de juliol de 1986) és un futbolista professional brasiler que juga a l'Atlético Mineiro de la lliga brasilera com a davanter.
El 7 de maig de 2014 el seleccionador brasiler Luiz Felipe Scolari el va incloure a la llista final de 23 jugadors que representaran el Brasil a la Copa del Món de Futbol de 2014.

## Palmarès
En la seva carrera esportiva, Hulk ha guanyat els següents títols:

### Amb la selecció del Brasil
- Copa Confederacions de 2013.

### Competicions de clubs

#### Internacionals
- Europa League

#### Nacionals
- 7 lligues
- 6 copes
- 5 supercopes

### Guardons i premis
- 4 guardons al millor jugador de l'any
- 5 cops màxim golejador